# Entrée de Napoléon à Berlin, 27 octobre 1806
L'Entrée de Napoléon à Berlin, 27 octobre 1806  est un tableau du peintre français Charles Meynier (1763-1832) peint en 1810. Le tableau fait partie de la collection du château de Versailles (Musée national des châteaux de Versailles et de Trianon).

## Description
Le tableau historique représente l'entrée de Napoléon à la tête de ses troupes par la porte de Brandebourg après les brillantes victoires près d'Iéna et d'Auerstedt lors de sa campagne de Prusse . Le 27 octobre 1806, le soleil éclaire la capitale. Entouré de ses troupes, Napoléon prend le contrôle de la ville. La Porte de Brandebourg est vue depuis la Pariser Platz . Au premier plan, Napoléon salue de nombreux badauds.

Peintre militaire, Charles Meynier a représenté l'épopée de la Grande Armée sous l' Empire. Pour cela il a utilisé le Bulletin de la Grande Armée du 28 octobre 1806 :

« L’Empereur a fait, hier 27, une  entrée solennelle à Berlin. Il était environné du prince de Neufchatel, des maréchaux Davoust et Augereau, de son grand maréchal du Palais, de son grand-écuyer et de ses aides-de-camp. Le maréchal Lefebvre ouvrait la marche à la tête de la garde impériale à pied; les cuirassiers de la division Nansouty étaient en bataille sur le chemin. L’empereur marchait entre les grenadiers et les chasseurs à cheval de sa garde. Il est descendu au Palais, à trois heures après-midi; il a été reçu par le grand maréchal du palais, Duroc. Une foule immense était accourue sur son passage, l’avenue de Charlottembourg à Berlin est très belle; l’entrée par cette porte est magnifique. La journée était superbe. Tout le corps de la ville, présenté par le général Hullin, commandant de la place, est venu à la porte offrir les clés de la ville à l’Empereur. Ce corps s’est rendu ensuite chez S.M. Le général prince d’Hatzfeld était à la tête… »

— Le Bulletin de la Grande armée: 21e Bulletin, 28 octobre 1806
.

## Divers
Le sujet a été représenté à plusieurs reprises artistiquement, notamment une lithographie de Ch. Motte d'après L. Marin, vers 1830. 

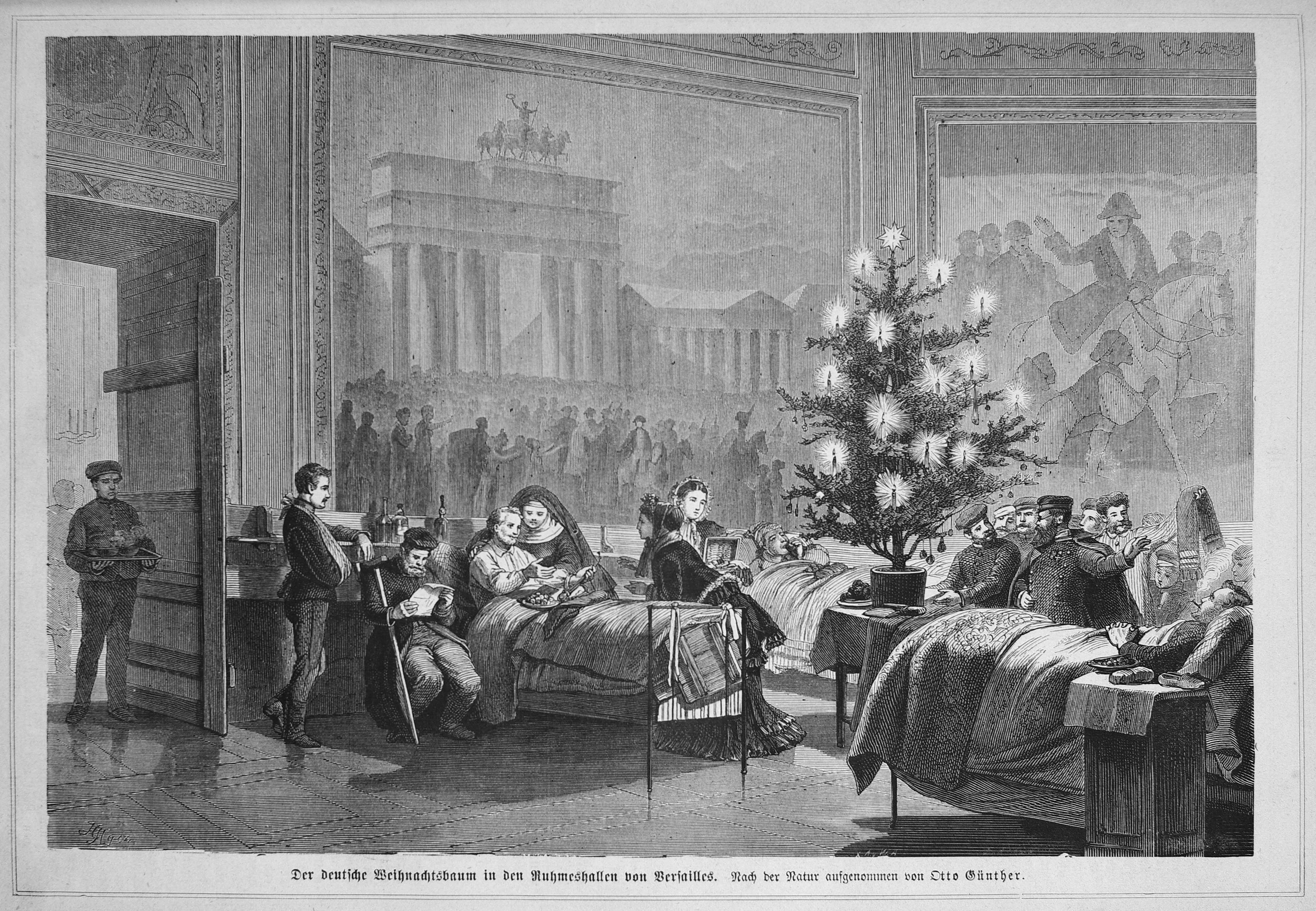
Le tableau est visible à l'arrière-plan de la scène du château de Versailles ( Die Gartenlaube 1871, p. 109).